# دازوکسیبن
دازوکسیبن (به انگلیسی: Dazoxiben)

ساختار شیمیایی دازوکسیبن

رده درمانی: مهارکننده ساخت ترومبوکسان ، ضدانعقاد خون
اشکال دارویی: قرص

## موارد مصرف
این دارو در درمان بیماری سندرم رینود به صورت خوراکی مصرف میشود. 

## مکانیسم
دازوکسیبن با فرمول شیمیایی C12H12N2O3 یک مهارکننده آنزیم ترومبوکسان سنتتاز است لذا ساخت ترومبوکسان (عامل تجمع پلاکتی و ایجاد لخته) را مهار میکند . جرم مولی این ترکیب شیمیایی ۲۳۲٫۲ g/mol می‌باشد. 